# رضح سمعي
الرضح السمعي هو إصابة الغشاء الطبلي نتيجة لضوضاء عالية جدًا. عادةً ما يغطي نطاقه التعرض لضوضاء عالية لمدة قصيرة، مثل انفجار أو طلق ناري أو صراخ بصوت عالٍ. قد تسبب الأصوات الأكثر هدوءًا التي تتركز ضمن نطاق ضيق أيضًا تلفًا في مستقبلات تردد معينة. تتراوح شدة الإصابة من ألم إلى ضعف السمع.
يمكن علاج الرضح السمعي الحادة عن طريق الجمع بين العلاج بالأكسجين عالي الضغط والكورتيكوستيرويدات. يسبب التعرض للضوضاء الشديدة حدوث التهاب وانخفاض إمدادات الأكسجين في الأذن الداخلية. تخفف الكورتيكوستيرويدات من التفاعل الالتهابي ويوفر العلاج بالأكسجين عالي الضغط إمدادًا كافيًا من الأكسجين. أثبت أن هذا العلاج فعال عندما يطبق في غضون ثلاثة أيام بعد التعرض للرضح السمعي. لذلك، تعتبر هذه ضمن حالات الأذن والأنف والحنجرة الطارئة.

## العلامات والأعراض
تسبب الضوضاء الخطرة إصابة آليات السمع في الأذن الداخلية. قد يؤدي الرضح السمعي إلى صمم حسي عصبي يكون إما مؤقتًا (تحول العتبة المؤقت) أو دائمًا (تحول العتبة الدائم). يزول تحول العتبة المؤقت بمرور الوقت، في حين يتغير الإطار الزمني لاستعادة السمع بين حالة وأخرى، وغالبًا، أي صمم حسي عصبي يستمر لأكثر من ثمانية أسابيع بعد الإصابة يكون دائمًا ويجب اعتباره تحول عتبة دائم.
- فقدان السمع
- طنين الأذن (رنين في الأذن)
- امتلاء سمعي (الامتلاء الأذني)
- التجنيد (ألم الأذن عند سماع ضوضاء عالية)
- صعوبة تحديد الأصوات
- صعوبة في سماع خلفية صاخبة
- دوار [4]

## الأسباب
الرضح السمعي هو إصابة بالأذن الداخلية تنتج غالبًا عن التعرض لضوضاء عالية الديسيبل. يمكن أن تحدث هذه الإصابة بعد التعرض لضوضاء عالية جدًا لمرة واحدة أو من التعرض للضوضاء عند ديسيبل معين على مدى فترة زمنية أطول. تضمنت عدة حالات فترة من ضعف السمع بعد التعرض لأصوات عالية. تشمل الأمثلة حضور حفلة موسيقية أو زيارة نادٍ ليلي أو بعد العمل مع معدات تصدر أصوات مزعجة. غالبًا ما يكون هذا النوع من ضعف السمع مؤقتًا. بعد فترة من التعافي، غالبًا ما يزول الرضح السمعي.

### عتبة السمع (ديسيبل)
- 0-30: خافت
- 40-60: متوسط إلى هادئ
- 70-90: صاخب جدًا
- 100-120: ألم
- 130-180: عدم تحمل[5]

## الفيزيولوجيا المرضية
يحدث الرضح السمعي عندما تنقل أصوات عابرة مستمرة طاقة كافية إلى القوقعة لتؤدي إلى نخر الخلايا الشعرية الخارجية والخلايا الشعرية الداخلية وتسبب تحفيز زائد للغلوتامات في العصبونات الرتبة الأولى الواردة من العقدة الحلزونية (اعتلال المشبك القوقعي). قد يحدث ذلك عند صدور صوت مفاجئ اندفاعي مثل انفجار. عندما تكون قوة الصوت مفرطة، قد تؤدي إلى فرط الحمل الأيضي الخلوي وتلف الخلايا وموتها. تتجاوز قوة هذا الصوت العابر الحد المرن للأنسجة. قد يحدث انفصال عضو كورتي عن الغشاء القاعدي عندما يتجاوز الصوت القادم من قناة الأذن والأذن الوسطى والقوقعة 132 ديسيبل. إذا تجاوزت شدة الصوت 184 ديسيبل، يتمزق الغشاء الطبلي. تصدر الأصوات التي تبلغ شدتها 184 ديسيبل وما فوق عادةً من ساحات القتال العسكري، مثل انفجار عبوة ناسفة. عندما يتعرض الشخص لموجة صادمة، لا يتمزق الغشاء الطبلي فحسب، بل تحدث أيضًا انكسارات في العظيمات. قد يسبب الدوي أو الانفجار إذا كان قويًا إصابة الدماغ الرضحية. نتيجةً لذلك، قد يعاني الشخص من اضطرابات المعالجة السمعية. قد تصل الإصابة إلى الرئة وغيرها من الأعضاء الحشوية. عند إيقاف التعرض لمستويات الضوضاء الضارة، يتوقف تقدم فقدان السمع. تختلف قابلية الأفراد لفقدان السمع الناجم عن الضوضاء اختلافًا كبيرًا فيما بينهم، لكن سبب كون بعض الأشخاص أكثر مقاومة له بينما يكون آخرون عرضة له غير واضح.

## التشخيص
يعتمد التشخيص على العوامل البيئية للضوضاء الصاخبة التي تعرض لها المريض. يستخدم قياس السمع للكشف عن علامات الرضح السمعي. في هذا الاختبار، تُعرض أصوات ونغمات مختلفة في الشدة لتقييم ما يمكن سماعه وما لا يمكن سماعه بشكل دقيق.

## العلاج / الوقاية
هناك طرق علاج مختلفة متاحة اعتمادًا على مدى شدة الرضح السمعي. لا يمكن عكس الرضح السمعي حتى يومنا هذا. يهدف العلاج إلى حماية الأذن من التضرر الزائد. فيما يلي طرق العلاج والوقاية الممكنة التي قد تساعد في تقليل احتمال الإصابة بالرضح السمعي.
- العلاج بالأكسجين عالي الضغط: فقط عندما تكون الحالة خطيرة للغاية.
- الكورتيكوستيرويدات: دواء مضاد للالتهابات
- إصلاح طبلة الأذن
- استخدام المساعدة التكنولوجية لفقدان السمع مثل السماعات الطبية.
- حماية الأذن
  - استخدام سدادات الأذن وغيرها من أجهزة حماية السمع.
  - الابتعاد عن المناسبات والأوساط حيث الضجيج أعلى من المعتاد.[9]

## الإنذار
ينتج عن كل نوبة رضح سمعي تلف دائم في الأذن الداخلية، رغم أن أعراض غالبية المرضى تختفي ويظهر مخطط السمع طبيعيًا في غضون ساعات قليلة إلى بضعة أيام. في بعض الحالات، تتحسن التغييرات التي تظهر في مخطط السمع جزئيًا أو تبقى بشكل دائم. يعد طنين الأذن أحد علامات وأعراض الرضح السمعي وقد يستمر لفترة طويلة. في بعض الحالات، قد يصبح طنين الأذن حالة دائمة. لا توجد دراسة محددة أجريت على متوسط العمر المتوقع أو معلومات إحصائية لإنذار نوبات الرضح السمعي. بشكل عام، يصعب التنبؤ بالإنذار اعتمادًا على مدى قوة الضوضاء وشدتها وكيفية التعرض.

## الوبائيات
يعتمد الانتشار على العوامل البيئية. تعتبر نوبات الرضح السمعي شائعة جدًا أثناء الخدمة العسكرية وأثناء أنشطة الصيد إذ ترتبط بشكل أساسي بالرياضات التي تشمل الأسلحة النارية وخاصة الطلقات العرضية. يتعرض 20-50% من المراهقين لمستويات ضوضاء عالية بما يكفي لإحداث رضح سمعي. يعد ضعف السمع الناتج عن الضوضاء ثاني أكثر مسببات الصمم الحسي العصبي شيوعًا، بعد فقدان السمع المرتبط بالعمر (الصمم الشيخوخي). من بين أكثر من 28 مليون أمريكي يعانون من درجة معينة من ضعف السمع، يعاني نحو 10 ملايين شخص من ضعف السمع الناجم جزئيًا عن التعرض المفرط للضوضاء في مكان العمل أو أثناء ممارسة الأنشطة الترفيهية.

## اتجاهات البحث
هناك تجربة سريرية واحدة تختبر حاليًا فعالية العلاجات المختلفة للرضح السمعي في الجيش الإسرائيلي. في هذه التجربة السريرية، هناك علاجات مختلفة ومحتملة تختبر فعاليتها. يعد الرضح السمعي شائع جدًا في الإعدادات العسكرية والتي يمكن تعديلها لتصبح تجربة سريرية. قد لا يكون تناول بعض الأدوية فعالاً في علاج الرضح السمعي، لكن هذا لا ينفي احتمال وجود دواء فعال. ليس لهذه الدراسة الحالية أي نتائج حتى الآن.